# Eurovision Young Musicians 2020
Het Eurovision Young Musicians 2020 zou de twintigste editie van het Eurovision Young Musicians festival worden en zou plaatsvinden in juni 2020, maar is uitgesteld naar 2021 vanwege de coronapandemie. De finale zal plaatsvinden op de Internationale Muziekdag. Het zal voor de eerste maal in de geschiedenis zijn dat het festival wordt georganiseerd door de Kroatische omroep HRT. Het Eurovisiesongfestival 1990 vond wel al plaats in Zagreb dat toen nog deel uitmaakte van Joegoslavië.

## Gaststad
Lange tijd leek het erop dat het festival voor de eerste maal georganiseerd zou worden in Rusland, na de Russische overwinning in 2018. Op 8 juli 2018 werd echter officieel bekendgemaakt dat het festival zou doorgaan in Zagreb, Kroatië.

## Format
Het format voor de twintigste editie van het festival wijzigt niet ten opzichte van de vorige editie. De deelnemende landen moeten eerst aantreden in een van de twee halve finales waarin enkel de beste landen zich kunnen kwalificeren voor de finale. Hierdoor volgt de wedstrijd het format dat werd gebruikt in de periode 1986-2012 en sinds 2018.

## Deelnemende landen
Bij de vorige editie traden achttien landen aan. Nu trokken echter veel landen daar van terug. België, dat in eerste instantie zou deelnemen, stond niet meer op de officiële lijst die werd gepubliceerd door de EBU. Estland daarentegen zou zich normaal gezien terugtrekken van het festival, maar stond dan wél op die lijst. Rusland, dat de vorige editie won door Ivan Bessonov, zal niet meer deelnemen.

## Overzicht

### Halve finale
| Land        | Muzikant             | Instrument |
| ----------- | -------------------- | ---------- |
| Duitsland   |                      |            |
| Estland     |                      |            |
| Griekenland |                      |            |
| Kroatië     | Ivan Petrović-Poljak | Piano      |
| Malta       |                      |            |
| Noorwegen   | Mathias Rugsveen     | Accordeon  |
| Polen       |                      |            |
| Oekraïne    |                      |            |
| Slovenië    | Sebastijan Buda      | Hoorn      |
| Tsjechië    |                      |            |
| Zweden      | Tekla Nilsson        | Klarinet   |

## Wijzigingen

Deelnemende landen
Landen die hun artiest reeds kozen
Landen die zich niet kwalificeerden voor de finale
Landen die in het verleden deelgenomen hebben, maar in 2020 afwezig waren

### Terugkerende landen
- Oekraïne: Op 10 januari 2020 maakte de Oekraïense omroep (UA:PBC) bekend dat het land zal terugkeren op het festival. De laatste deelname van het land was in 2012.

### Terugtrekkende landen
- Albanië: Dit land stond niet op de deelnemerslijst die werd gepubliceerd door de EBU.[5]
- België: Alhoewel de RTBF aangaf om deel te nemen aan zowel dit festival, als op Eurovision Choir stond België niet op de officiële deelnemerslijst van de EBU.[5]
- Hongarije: Dit land stond niet op de deelnemerslijst die werd gepubliceerd door de EBU.[5]
- Israël: Op 13 februari 2020 werd duidelijk dat ook Israël zich zou terugtrekken van het festival. Een reden werd niet gegeven door de Israëlische omroep KAN.[14]
- Rusland: Het winnende land van de vorige editie stond niet op de deelnemerslijst van de EBU.[5]
- San Marino: Al in januari 2020 maakte SMRTV, de Sanmarinese omroep, bekend dat het mogelijk was dat het land zich zou terugtrekken van het festival. Anderhalve maand later bevestigde de omroep haar keuze door zich officieel terug te trekken van het festival. Een reden hiervoor werd niet gegeven.[15]
- Spanje: Dit land stond niet op de deelnemerslijst die werd gepubliceerd door de EBU.[5]
- Verenigd Koninkrijk: Dit land stond niet op de deelnemerslijst die werd gepubliceerd door de EBU.[5]

1982 · 1984 · 1986 · 1988 · 1990 · 1992 · 1994 · 1996 · 1998 · 2000 · 2002 · 2004 · 2006 · 2008 · 2010 · 2012 · 2014 · 2016 · 2018 · 2022 · 2024
Zie ook: Eurovisiedansfestival · Eurovisiesongfestival · Junior Eurovisiesongfestival · Eurovision Young Dancers · Eurovision Choir